# Blackburn Iris
Il Blackburn Iris era un idrovolante biplano a scafo centrale da ricognizione marittima prodotto dall'azienda britannica Blackburn Aeroplane & Motor Company (poi Blackburn Aircraft Limited) negli anni venti ed utilizzato dalla Royal Air Force nel periodo interbellico.
L'ultima versione, l'Iris Mark V, verrà utilizzata come base per sviluppare il successivo Blackburn Perth. La versione finale dell'Iris, l'Iris Mark V, fu sviluppata nell'aereo che lo sostituì nel servizio di squadriglia, il Blackburn Perth.

## Tecnica
Il Blackburn Iris era un idrovolante a scafo centrale caratterizzato da un abitacolo di pilotaggio aperto in posizione avanzata.
La configurazione alare era biplana, con ala superiore ed inferiore di ugual misura collegate tra loro da una serie di montanti e tiranti in filo d'acciaio, e con l'inferiore dotata di galleggianti equilibratori posti in prossimità dall'estremità alare.
La coda, anch'essa biplana, era dotata di piani orizzontali a semisbalzo collegati tra loro da un impennaggio bideriva. L'apparato di propulsione, affidato nelle diverse versioni a differenti tipi di motorizzazione, era affidato a tre motori posizionati tra le ali in configurazione traente.

## Versioni
R.B.1 Iris I
prototipo, realizzato in un solo esemplare.
R.B.1A Iris II
versione dell'Iris I motorizzata con tre motori 12 cilindri a V Rolls-Royce Condor IIIA da 675 hp (503 kW) ciascuno.
R.B.1B Iris III
versione da ricognizione marittima a lungo raggio a 5 posti destinata alla RAF, motorizzata con tre Rolls-Royce Condor IIIB da 675 hp (503 kW); realizzata in 4 esemplari.
R.B.1C Iris IV
variante dell'Iris II dotata di 3 radiali Armstrong Siddeley Leopard III da 800 hp (597 kW) ciascuno.
R.B.1D Iris V
ultima versione realizzata. Tre versioni Iris III rimotorizzate con 3 Rolls-Royce Buzzard IIMS da 825 hp (615 kW) ciascuno.

## Utilizzatori
Regno Unito
- Royal Air Force
  - No. 209 Squadron RAF